# Sainte Famille (Signorelli)
Pour les articles homonymes, voir Sainte-Famille.
Sainte Famille – en italien Sacra Famiglia – est un tableau réalisé par le peintre italien Luca Signorelli vers 1487-1488. Un tondo de 124 centimètres de diamètre, ce panneau exécuté à l'huile est une peinture chrétienne qui représente la Sainte Famille. L'œuvre est conservée à la galerie des Offices, à Florence, en Toscane.
La peinture figure l'Enfant Jésus debout entre Marie et Joseph. Il a la tête tournée vers ce dernier, qui s'incline devant lui un genou à terre. Quant à elle assise, sa mère lit un livre tandis qu'un second ouvrage ouvert se trouve sur le sol devant la famille, qui elle-même se tient devant un paysage.